# Esperimenti sull'ibridazione delle piante
Scritto nel 1865 da Gregor Mendel, Esperimenti sull'ibridazione delle piante (Versuche über Pflanzen-Hybriden in tedesco) fu il risultato dopo anni spesi a studiare i tratti genetici nelle piante di pisello. Mendel lesse il suo lavoro alla Società di Storia Naturale di Brünn (Brno) durante le riunioni dell'8 febbraio e dell'8 marzo 1865. Il lavoro fu pubblicato l'anno seguente dal giornale della Società di Brünn.
Mendel scelse il pisello (Pisum sativum), di facile reperibilità, che coltivò per 7 anni di esperimenti. Analizzò circa 28.000 esemplari nel suo lavoro, di cui prese in considerazione 7 diversi caratteri:
- Colore e forma dei semi (scuri e lisci oppure bianchi e rugosi)
- Colore dei cotiledoni (giallo o verde)
- Colore dei fiori (bianco o violetto)
- Forma del baccello (gonfio o strozzato)
- Colore del baccello (giallo o verde)
- Posizione dei fiori e dei baccelli sulla pianta (assiale o terminale)
- Altezza della pianta (bassa o alta)

Il lavoro getta le basi per quella che viene poi definita Genetica Mendeliana. Dalle analisi di Mendel vengono fuori le prime leggi che definiscono il processo dell'ereditarietà, conosciute appunto come Leggi di Mendel.